# Gefecht am Oldorobo
1914

Maziúa – Njassasee – Karonga – Sansibar – Rufijidelta – Kilimandscharo – Tanga
1915

Jassini – Bukoba – Tanganjikasee  – Saisi
1916

Oldoboro (Salaita) – Reata-Latema – Tabora Offensive (Tabora) – Kahe – Kondoa Irangi – Matamondo – Kilosa – Mlali – Dutumi – Kisaki – Kibata
1917

Behobeho – Nambanje – Kiawe Brücke – Rumbo – Mahiwa – Mahenge – Ngomano – Mkula
1918

Namacurra – Lioma – Pere Hills
Das Gefecht am Oldorobo, auch Schlacht am Salaita Hill, war eine militärische Auseinandersetzung zwischen Truppen des British Empire und dem Deutschen Reich während des Ersten Weltkrieges. Sie fand am 12. Februar 1916 östlich des ostafrikanischen Ortes Taveta (heute in Kenia) statt und endete mit einem deutschen Abwehrerfolg.

## Hintergrund

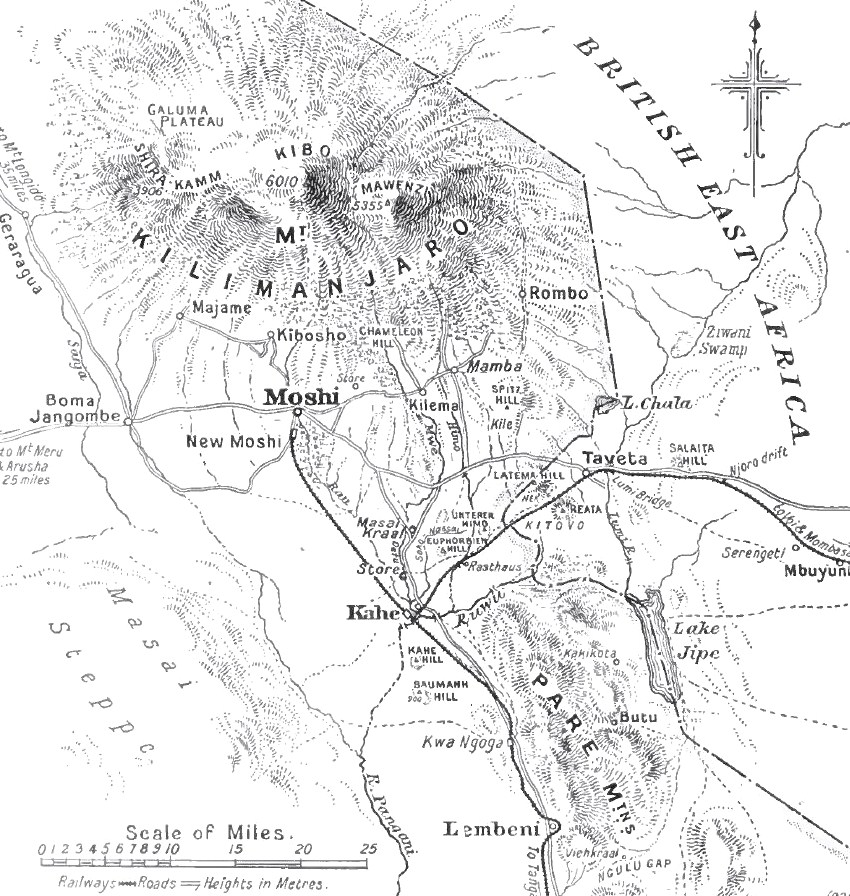
Kartenübersicht über das Kampfgebiet um Taveta.

Soldaten der deutschen Schutztruppe hatten bereits am 15. August 1914 den in Britisch-Ostafrika gelegenen Ort Taveta besetzt. Um den Ort und die strategisch wichtige Eisenbahnlinie, über die Verstärkungen schnell verlegt werden konnten, zu sichern wurde ein zwölf Kilometer östlich gelegener Hügel, von den Deutschen Oldorobo-Hügel genannt, befestigt. Rund um und auf dem Hügel wurden starke Verteidigungsstellungen mit Laufgräben und Stacheldrahtverhauen angelegt. Dieser vorgeschobene Stützpunkt wurde anschließend als Ausgangspunkt für Patrouillen verwendet, die die Umgebung auskundschafteten und die nahe gelegene Uganda-Bahn (20 zerstörte Züge in den ersten beiden Kriegsjahren) gelegentlich störten.
Für die Truppen der Entente markierte das Jahr 1916 den Beginn ihrer Offensiven, um Deutsch-Ostafrika einzunehmen. Der südafrikanische Generalleutnant Jan Smuts war mit der Invasion aus Richtung Britisch-Ostafrika betreut und beauftragte Brigadier General Wilfrid Malleson, mit der 2. südafrikanischen Division zuerst Taveta einzunehmen und dann weiter vorzurücken.

## Aufstellung

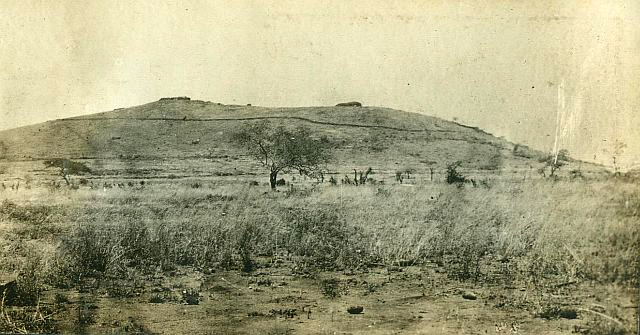
Der Oldorobo-Hügel (Salaita Hill) von Osten aus gesehen. Gut sichtbar sind die Laufgräben unterhalb der Hügelkuppe. Nicht einsehbar dagegen sind die deutschen Stellungen am Fuße des Hügels.

### Schutztruppe
Den Deutschen unter Major Georg Kraut unterstanden für die Verteidigung des Oldorobo-Hügel folgende Einheiten: 1., 14., 15. 18. und 30. Feldkompanie sowie sechs Schützenkompanien, zusammen etwa 1400 Mann und zwei Feldgeschütze. Hauptmann Schulz mit der 6., 9. und 24. Feldkompanie (zirka 600 Mann) dienten als Reserve. In Taveta waren weitere 300 Soldaten stationiert.

### British Empire
Brigadier General Malleson unterstand die 1. ostafrikanische und 2. südafrikanische Infanteriebrigade sowie eine indisch-britische Artilleriebrigade, zusammen etwa 6000 Mann. Die Artillerie bestand aus 14 Feldgeschützen und vier schweren Geschützen, darunter 102mm/L40-Ordnance-4inch-QF Mk.III-Schnellfeuergeschützen, die aus dem versenkten Kreuzer Pegasus ausgebaut worden waren und auf improvisierten Lafetten transportiert wurden. Als Unterstützung dienten Maschinengewehrtrupps sowie einige Panzerwagen.
Die südafrikanische Aufklärung hatte die Stärke der Deutschen auf etwa 300 Mann eingeschätzt, sodass Malleson für den Angriff eine deutliche Überzahl zu haben schien.

## Die Schlacht

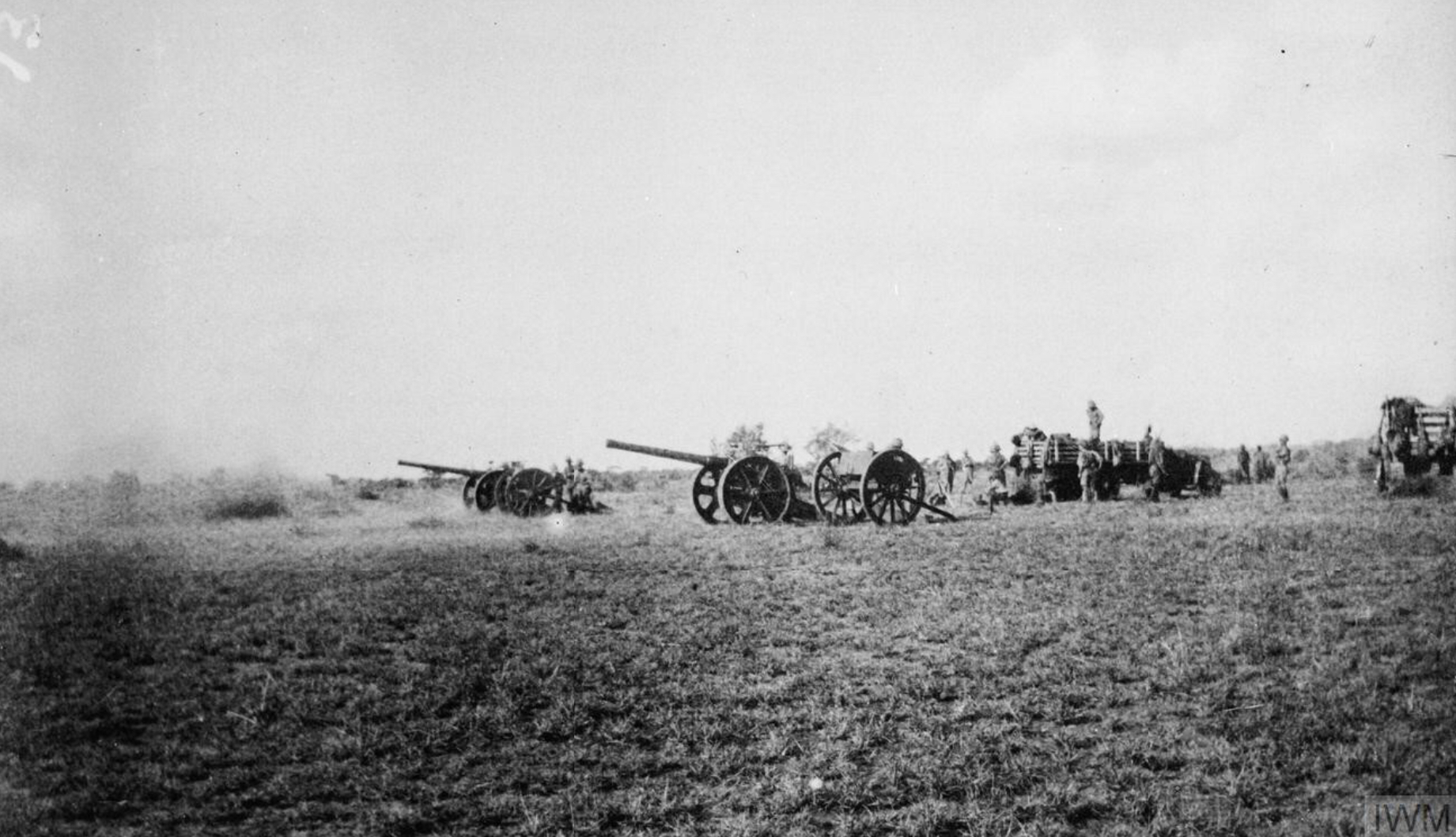
Britische 102mm/L40-Ordnance-4inch-QF Mk.III-Schnellfeuergeschütze, ehemals Geschütze der versenkten Pegasus, auf improvisierten Lafetten, beschießen deutsche Stellungen am Salaita Hill.

Am frühen Morgen des 12. Februar 1916 begannen die britisch-indische Artillerie mit der Beschießung der Hügelkuppe. Ein Flugzeug hatte die deutsche Position aufgeklärt, doch der intensive Beschuss verursachte keine Verluste. Wiederum unentdeckt für die südafrikanische Aufklärung waren die deutschen Stellungen zum Fuße des Hügels, die vom Beschuss verschont blieben. Vorgewarnt durch die gegnerische Artillerie konnten sich die deutschen Truppen in ihren Laufgräben auf den erwarteten Angriff vorbereiten.
Um 5:00 Uhr begann die südafrikanische Infanterie ihre Ausgangsstellungen zu verlassen und rückte gegen Salaita Hill vor. 2000 Meter vor den deutschen Stellungen eröffneten die beiden deutschen Geschütze das Feuer. Das 5. (linke Flanke), 6.(rechte Flanke) und 7. südafrikanische Infanterieregiment der 2. südafrikanischen Infanteriebrigade unter Brigadegeneral Beve näherte sich frontal dem Hügel in offener Formation. Die erste Verteidigungslinie konnte von den Südafrikanern überwunden werden. Danach blieb der Angriff im deutschen Gewehr- und Maschinengewehrfeuer stecken. Nach empfindlichen Verlusten zogen sich die Südafrikaner zurück. Während der Rückzugsbewegung traf auf der deutschen linke Flanke, nördlich des Hügels, die Reserve unter Hauptmann Schulz ein und griff den zurückgehenden Gegner an. Dies führte zu einem überhasteten Rückzug der Südafrikaner mehrere Kilometer nordöstlich und östlich. Die Schlacht war damit beendet.
Während des Angriffs der Südafrikaner war die 1. ostafrikanische Infanteriebrigade 2 Kilometer zurückgeblieben. Der Grund dafür war die mangelnde Koordination der Führung, was jedoch die Südafrikaner nicht abhielt, ihren – meist indischen – Kameraden fehlende Unterstützungswilligkeit vorzuwerfen.

## Ausgang
Die Alliierten verloren 172 Mann, 138 davon Männer der 2. südafrikanischen Infanteriebrigade. Nach der Schlacht begruben die Deutschen 60 Gegner. Einige Südafrikaner wurden gefangen genommen.
Die Alliierten hatten, trotz mehrfacher Überlegenheit, es weder geschafft, die Deutschen vom Salaita-Hill, noch aus Taveta zu vertreiben.

## Folgen
Brigadegeneral Malleson zog sich mit seinen Truppen 40 km bis nach Serengeti zurück, um sich neu zu gruppieren.
Oberst Paul von Lettow-Vorbeck verstärkte zunächst die Schutztruppe um Taveta herum. Doch bereits Anfang März 1916 musste sich die Schutztruppe wegen erdrückender Übermacht aus Taveta zurückziehen und bezog an den Reata-Latema-Bergen, 7 Kilometer südwestlich von Taveta, Stellung. Dort kam es zwischen 11. und 12. März 1916 zur nächsten Schlacht.